# Tasmanicosa semicincta
Espèce
Synonymes
- Lycosa semicincta L. Koch, 1877
- Orthocosa semicincta (L. Koch, 1877)

Tasmanicosa semicincta est une espèce d'araignées aranéomorphes de la famille des Lycosidae.

## Distribution
Cette espèce est endémique d'Australie. Elle se rencontre au Queensland et en Nouvelle-Galles du Sud.

## Publication originale
- Koch, 1877 : Die Arachniden Australiens. Nürnberg, vol. 1, p. 889-968 (texte intégral).